# Крыльцо

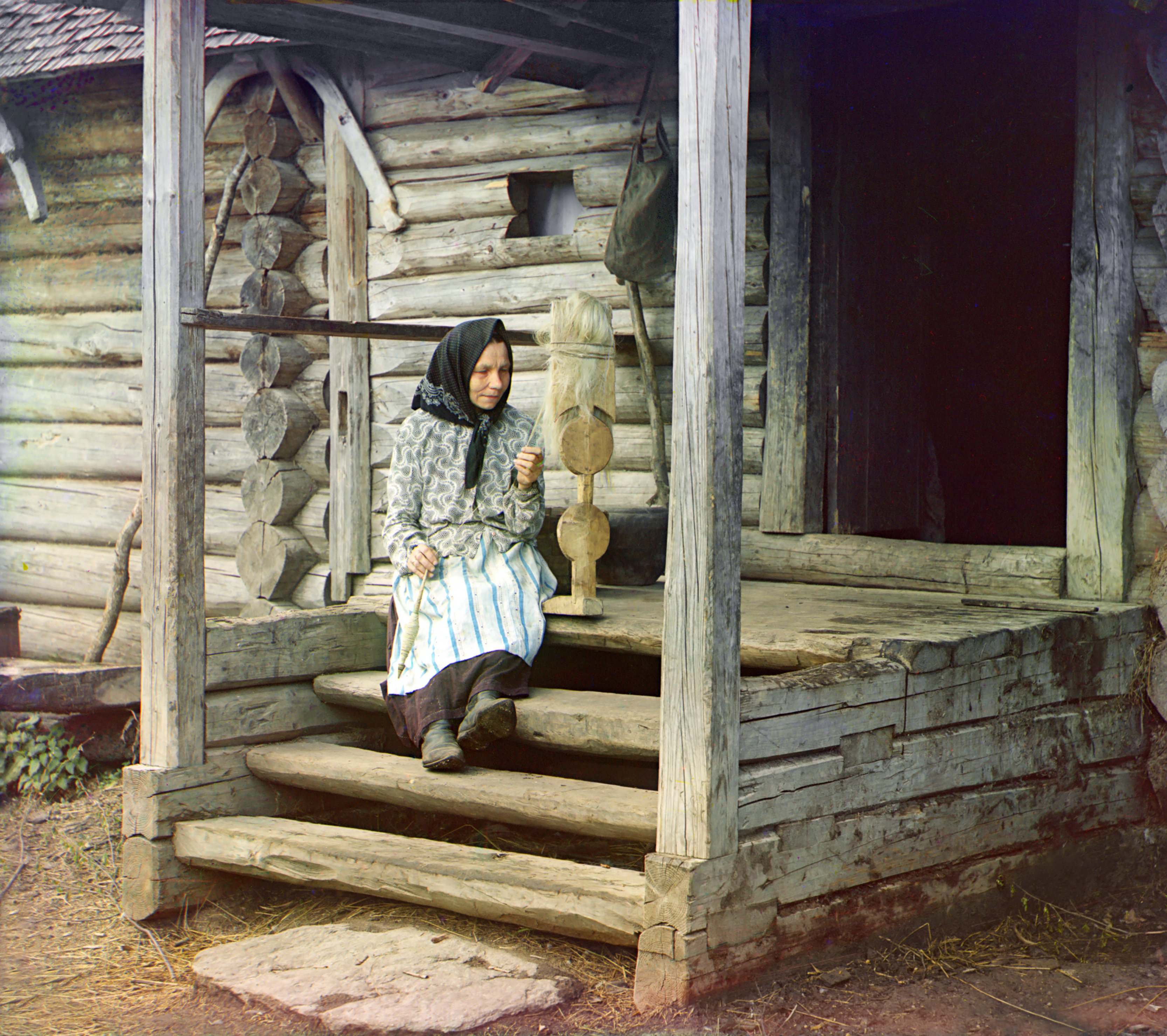
Крыльцо у избы

Крыльцо (крыльце — «маленькое крыло») — наружная пристройка (часто крытая) при входе в дом, через которую осуществляется вход и выход из помещения. Если дверной проём расположен высоко, то имеет также лестницу. Помимо практической надобности (защита входа от атмосферных осадков) имеет и декоративную функцию — часто навес, перила и другие части крыльца выполняются с использованием резьбы либо украшены другими способами.

## В искусстве
- В песне Егора Летова «Отряд не заметил потери бойца» (альбом Прыг-скок, 1990 год): «Звёздочка упала в лужу у крыльца».